# Шуа-Хорши
Шуа-Хорши (груз. შუა ხორში) — село в Грузии, на территории Сенакского муниципалитета края (мхаре) Самегрело-Верхняя Сванетия.

## География
Село находится в западной части Грузии, на расстоянии приблизительно 6 километров (по прямой) к северо-северо-западу от города Сенаки, административного центра муниципалитета. Абсолютная высота — 90 метров над уровнем моря.

## Население
По результатам официальной переписи населения 2014 года в Шуа-Хорши проживало 337 человек (176 мужчин и 161 женщина). В национальной структуре населения грузины составляли 99,4 %.
| Год  | Население, человек |
| ---- | ------------------ |
| 2002 | 525                |
| 2014 | ↘ 337              |